# Висиповецька сільська рада
Висипове́цька сільська́ ра́да — адміністративно-територіальна одиниця та орган місцевого самоврядування у Зборівському районі Тернопільської області. Адміністративний центр — село Висипівці.

## Загальні відомості
Висиповецька сільська рада утворена в 1939 році.
- Територія ради: 4,405 км²
- Населення ради: 922 особи (станом на 2001 рік)
- Територією ради протікає річка Нестерівка

## Населені пункти
Сільській раді були підпорядковані населені пункти:
- с. Висипівці
- с. Воробіївка
- с. Кокутківці
- с. Серединці

## Склад ради
Рада складалася з 14 депутатів та голови.
- Голова ради: Паславський Андрій Богданович
- Секретар ради: Погорілець Марія Василівна

### Керівний склад попередніх скликань
| Прізвище, ім'я, по батькові   | Основні відомості                                                 | Дата обрання | Дата звільнення |
| ----------------------------- | ----------------------------------------------------------------- | ------------ | --------------- |
| Ясенівка Василь Миколайович   | Сільський голова, 1961 року народження, член Народної партії      | 26.03.2006   | 01.02.2010      |
| Паславський Андрій Богданович | Сільський голова, 1975 року народження, освіта вища, безпартійний | 20.06.2010   | 31.10.2010      |
| Паславський Андрій Богданович | Сільський голова, 1975 року народження, освіта вища, безпартійний | 31.10.2010   |                 |

Примітка: таблиця складена за даними сайту Верховної Ради України

### Депутати
За результатами місцевих виборів 2010 року депутатами ради стали:

#### За суб'єктами висування
| Суб'єкт висування       | Кількість обраних депутатів | %    |
| ----------------------- | --------------------------- | ---- |
| Самовисування           | 13                          | 92,9 |
| Партія «Справедливість» | 1                           | 7,1  |

#### За округами
| № округу                | Прізвище, ім'я, по батькові | Дата визнання обраним | Освіта  | Партійна приналежність                        | Відомості про обраного депутата           |
| ----------------------- | --------------------------- | --------------------- | ------- | --------------------------------------------- | ----------------------------------------- |
| Партія «Справедливість» |                             |                       |         |                                               |                                           |
| 1                       | Черевко Галина Ярославівна  | 05.11.2010            | середня | член Партії «Справедливість»                  | тимчасово не працює                       |
| Самовисування           |                             |                       |         |                                               |                                           |
| 2                       | Миць Зіновій Романович      | 05.11.2010            | середня | позапартійний                                 | тимчасово не працює                       |
| 3                       | Погорілець Марія Василівна  | 05.11.2010            | вища    | позапартійна                                  | Висиповецька сільська рада, секретар      |
| 4                       | Ситник Надія Василівна      | 05.11.2010            | вища    | позапартійна                                  | Висиповецька сільська рала, бухгалтер     |
| 5                       | Костюк Надія Михайлівна     | 05.11.2010            | вища    | позапартійна                                  | ВПСВисипівці Зборівського ВУПЗ, начальник |
| 6                       | Яворська Галина Євгенівна   | 05.11.2010            | вища    | позапартійна                                  | Висипівці Будинок культури, директор      |
| 7                       | Сопчак Петро Петрович       | 05.11.2010            | середня | позапартійний                                 | підприємець, продавець                    |
| 8                       | Моцал Роман Богданович      | 05.11.2010            | вища    | член Всеукраїнського об'єднання «Батьківщина» | ПАП «Маяк», агроном                       |
| 9                       | Шлийка Василь Петрович      | 05.11.2010            | середня | позапартійний                                 | підприємець                               |
| 10                      | Сівінський Петро Іванович   | 05.11.2010            | середня | позапартійний                                 | ТРТМ, завідувач гаражу                    |
| 11                      | Вовк Андрій Васильович      | 05.11.2010            | середня | позапартійний                                 | С/П «Шредер», слюсар                      |
| 12                      | Кравчишин Роман Васильович  | 05.11.2010            | вища    | позапартійний                                 | тимчасово не працює                       |
| 13                      | Сауляк Руслан Анатолійович  | 05.11.2010            | середня | член Всеукраїнського об'єднання «Батьківщина» | тимчасово не працює                       |
| 14                      | Татарчук Василь Степанович  | 05.11.2010            | середня | позапартійний                                 | тимчасово не працює                       |